# Västligt spökdjur
Västligt spökdjur, Tarsius bancanus ("natunensis") är en art av spökdjur som lever på Borneo och södra Sumatra och några näraliggande småöar. På malajiska kallas den Kera hantu. Taxonomin är inte klarlagd, och det är inte helt självklart att de olika öarnas spökdjur verkligen alla tillhör en enda art. Bevarandestatus: Sårbar.
Enligt en studie från 2010 ska arten flyttas till ett eget släkte, Cephalopachus.

## Anatomi
Det västliga spökdjuret är en mycket liten primat, från 129 till 132 mm lång exklusive svansen, och väger 100 till 138 gram. Pälsen är gråbrun och mjuk, och täcker hela kroppen. Svansen är täckt med fjäll, förutom vid spetsen där långa hår bildar en tofs. Dessutom är svansens längd två gånger övriga kroppen längd (huvud och bål). Det västliga spökdjuret förflyttar sig med långa språng mellan träden, och kan hoppa mer än fem meter. Artens bakben är liksom hos andra spökdjur särskilt långa i förhållande till bålen. Vid händer och fötter förekommer långa fingrar respektive tår.

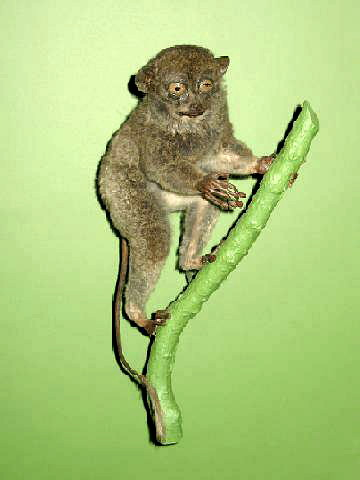
Västligt spökdjur på museum

## Ekologi
Liksom övriga spökdjur är det västliga spökdjuret ett rent rovdjur, som främst lever på insekter (skalbaggar, gräshoppor, fjärilar med mera), men även små ryggradsdjur som fladdermöss och ormar ingår i dieten. Några bytesdjur kan vara större än det västliga spökdjuret själv. Den lever främst i undervegetationen i tropiska skogar, både primär och sekundär regnskog, och kan även återfinnas i utkanten av plantager och i andra störda miljöer.
Arten är vanligen nattaktiv och ibland aktiv under skymningen samt gryningen. I motsats till andra spökdjur lever vuxna individer ensam när honan inte är brunstig. Vid några tillfällen träffas två exemplar vid revirens gränser. Territoriet markeras med urin och med sekret från analkörtlarna.
Honor blir brunstiga oberoende av årstiden. Honor föder en unge per kull efter genomsnittlig 178 dagar dräktighet. Mellan två födslar ligger i genomsnitt 258 dagar och ibland har en hona två kullar per år. Nyfödda ungar är ganska bra utvecklade. De har klättringsförmåga men kan inte hoppa. Ungen diar sin mor i ungefär 80 dagar. Under tiden lämnar modern sin unge i ett gömställe när hon letar efter föda. Enligt uppskattningar lever arten 12 år.

## Underarter
- T. b. bancanus (på kartan brun)
- T. b. saltador (lila)
- T. b. borneanus (röd)
- T. b. natunensis (grön)